# シーザーとクレオパトラ
『シーザーとクレオパトラ』（原題：Caesar and Cleopatra）は、1945年に製作・公開されたイギリス映画である。クロード・レインズとヴィヴィアン・リーがタイトルロールを演じている。ジョージ・バーナード・ショーの戯曲『シーザーとクレオパトラ』の映画化作品であり、ショー自身が脚本を執筆した。監督はプロデューサーでもあるガブリエル・パスカル。撮影は戦時中の1944年であるが、テクニカラーの大作として完成した。
バーナード・ショーの原作であるため、1963年の『クレオパトラ』のような重厚な歴史スペクタクルではなく、ヴィヴィアン・リーには珍しいコメディタッチの作品となっている。
日本公開は1950年、9月1日から21日まで有楽座で上映されている。また1973年11月30日23時20分からフジテレビの『スペシャル洋画劇場』枠でテレビ放送された。

## キャスト
- シーザー：クロード・レインズ（吹替：久米明）
- クレオパトラ：ヴィヴィアン・リー（吹替：上田みゆき）
- フタタチータ：フローラ・ロブスン
- ポチナス（英語版）：フランシス・サリヴァン
- ルフィオ：バジル・シドニー
- アポロドラス（英語版）：スチュワート・グレンジャー
- ブリタナス：セシル・パーカー

## スタッフ
- 監督・製作：ガブリエル・パスカル
- 製作総指揮：J・アーサー・ランク
- 原作・脚本：ジョージ・バーナード・ショー
- 音楽：ジョルジュ・オーリック
- 撮影：ジャック・カーディフ、ジャック・ヒルドヤード、ロバート・クラスカー、フレディ・ヤング
- 編集：フレデリック・ウィルソン
- 美術：ジョン・ブライアン、オリヴァー・メッセル
- 衣装・装置：オリヴァー・メッセル

## 製作

### 企画・キャスティング
1941年、ヴィヴィアン・リーにはほぼ同時に2つバーナード・ショーの戯曲を舞台で演じる話がきた。アメリカでの『シーザーとクレオパトラ』と英国での『医師のジレンマ』である。ヴィヴィアン・リーはクレオパトラを演じたかったため、映画化を計画しているガブリエル・パスカルに、舞台で上演してから映画化の話を持ちかけたが、パスカルは興味を示さなかった。しかしパスカルはヴィヴィアン・リー主演で映画化することは承知した。ただし、配役はバーナード・ショーの承認が必要であった。どうしてもクレオパトラを演じたいリーは『医師のジレンマ』を演じてバーナード・ショーを満足させられれば、クレオパトラも認めてもらえるだろうと『医師のジレンマ』を引き受けた。その後『医師のジレンマ』は大成功し、地方で6か月、ロンドンで13か月も上演した。
バーナード・ショーを訪れたヴィヴィアン・リーは、うまく会話をさばきクレオパトラについては一言も触れず、ペルシャ猫のように振る舞った。いとまを告げようとした時、バーナード・ショーは「あんたはクレオパトラをやらなきゃいかんね」と言って、ヴィヴィアン・リーがクレオパトラに決定した。
また、この作品にはハープ奏者としてジーン・シモンズが端役で出演、その他ロジャー・ムーア、ケイ・ケンドールなども端役で出演している。

### 撮影
撮影は戦時中の1944年7月12日から開始されている。撮影を見に来たバーナード・ショーは「（プロデューサーの）ランクがかわいそうだな。この映画は100万ポンドかかるだろう」と言ったが、実際英国で最もお金のかかった作品になった。
撮影前、ヴィヴィアン・リーは体調が悪く咳が続いていたが、北アフリカへの軍の慰問に加わった。帰る頃にはなんとか咳は止まったものの、体重は7kgも減っていた。その後妊娠がわかり、医師はこんな時期に映画に出演してはいけないと言ったが、ヴィヴィアン・リーは忠告を退け撮影を開始。1944年の夏は季節外れの寒さで、ヴィヴィアン・リーは薄い衣装で屋外に出て猛暑の雰囲気を作り出さなければならず、撮影開始から6週間後に倒れ、お腹の子供は失われた。
映画の撮影後、ヴィヴィアン・リーに最初の双極性障害の発作が出た。態度が突然変わり暴れ出し、その後は大声をあげて泣き出し、発作が収まると何も覚えていなかった。このことはヴィヴィアン・リーと夫のローレンス・オリビエにとって恐怖であった。

## エピソード
- 映画公開の前後で、この映画のメイキング本である『MEETING AT THE SPHINX 〜Gabriel Pascal's Production of George Bernard Shaw's Caesar and Cleopatra〜』が英国で出版されている[16]。
- ヴィヴィアン・リーは後年1951年に舞台で再度『シーザーとクレオパトラ』を演じている[17]。その時はシェイクスピアの『アントニーとクレオパトラ』との日替わり公演で、両方でクレオパトラを演じた[18]。シーザーとアントニーは当時ヴィヴィアン・リーの夫だったローレンス・オリビエが演じ、イギリスとアメリカで大成功をおさめた[19]。

## 賞歴
- アカデミー賞ノミネート：美術賞（カラー）：ジョン・ブライアン
- カンヌ映画祭ノミネート：作品賞（グランプリ）